# Nebalia strausi
Nebalia strausi är en kräftdjursart som beskrevs av Risso 1826. Nebalia strausi ingår i släktet Nebalia och familjen Nebaliidae. Inga underarter finns listade i Catalogue of Life.